# Dromornis australis
A Dromornis australis a madarak (Aves) osztályának lúdalakúak (Anseriformes) rendjébe, ezen belül a fosszilis Dromornithidae családjába tartozó faj.

## Tudnivalók
A Dromornis australis az ausztráliai pliocén kihalt, röpképtelen óriás madara. Nemének a típusfaja. A valaha élt legnagyobb madarak közé sorolják, de pontos méretéről nincs adat, mivel csak kevés leletet találtak a D. australis fajból.